# Parafia Świętych Apostołów Piotra i Pawła w Pratulinie
Parafia św. Apostołów Piotra i Pawła w Pratulinie – parafia rzymskokatolicka w Pratulinie. 
Sanktuarium Męczenników Podlaskich.
Terytorium parafii obejmuje Pratulin, Cieleśnicę PGR, Bohukały, Derło, Łęgi, Woroblin oraz Zaczopki.